# (10) Hygiea
(10) Hygiea ist ein Asteroid des äußeren Hauptgürtels, der am 12. April 1849 vom italienischen Astronomen Annibale de Gasparis am Osservatorio Astronomico di Capodimonte in Neapel entdeckt wurde. Es war seine erste von insgesamt neun Asteroidenentdeckungen. (10) Hygiea ist der viertgrößte Himmelskörper im Hauptgürtel und erfüllt bereits drei der vier Voraussetzungen, um als Zwergplanet eingestuft zu werden: Sie umkreist die Sonne, hat im Gegensatz zu einem Planeten die Umgebung ihrer Umlaufbahn nicht freigeräumt und ist kein Satellit. Die letzte Voraussetzung wäre, dass sie auch über genügend Masse verfügt, damit ihre eigene Gravitation sie in eine annähernd kugelförmige Gestalt zieht. Dies ist noch nicht bestätigt.
Der Asteroid wurde benannt nach Hygieia, Göttin der Gesundheit und Tochter des Asklepios in der griechischen Mythologie. Der Entdecker übertrug das Recht zur Namensgebung auf Ernesto Capocci (1798–1864), Direktor des Observatoriums von Neapel, der ihn „Hygeia“ nannte. Das früher für den Asteroiden verwendete Symbol  war „a serpent (like a Greek ζ) crowned with a star (eine Schlange (wie ein griechisches ζ) gekrönt von einem Stern).“

## Wissenschaftliche Auswertung

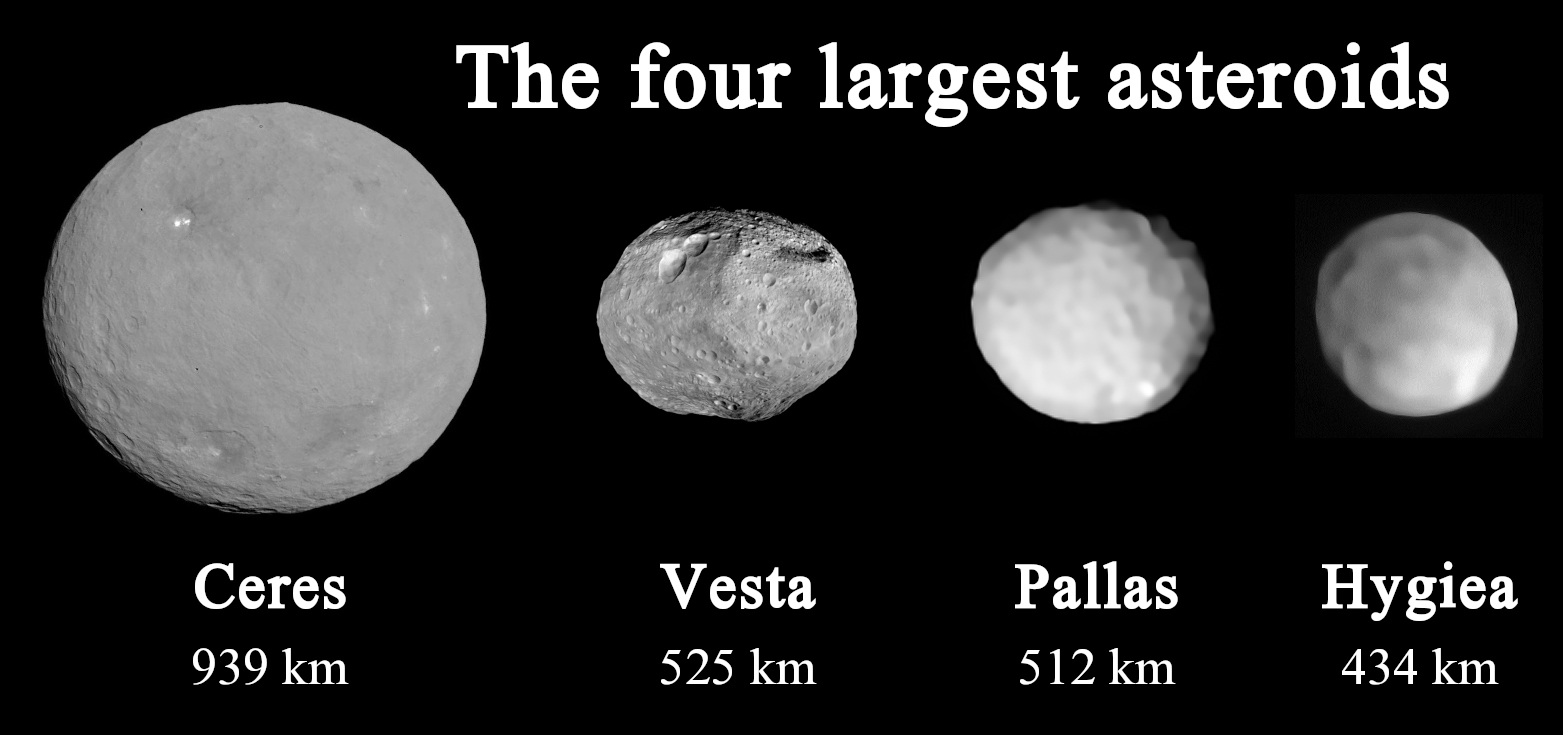
Größenvergleich der vier größten Körper im Asteroidengürtel

Mit Daten radiometrischer Beobachtungen im Infraroten am Mauna-Kea-Observatorium auf Hawaiʻi vom Juni und September 1973 sowie September und November 1974 und am Cerro Tololo Inter-American Observatory in Chile von 1974 wurden für (10) Hygiea erstmals Werte für den Durchmesser und die Albedo von 385 bis 488 km bzw. 0,04 bis 0,06 bestimmt. Aus Ergebnissen der IRAS Minor Planet Survey (IMPS) wurden 1992 Angaben zu Durchmesser und Albedo für zahlreiche Asteroiden abgeleitet, darunter auch (10) Hygiea, für die damals Werte von 407,1 km bzw. 0,07 erhalten wurden. Eine Auswertung von Beobachtungen durch das Projekt NEOWISE im nahen Infrarot führte 2011 zu vorläufigen Werten für den Durchmesser und die Albedo im sichtbaren Bereich von 453,2 km bzw. 0,06. Nach der Reaktivierung von NEOWISE im Jahr 2013 und Registrierung neuer Daten wurden die Werte 2016 mit 450,5 km bzw. 0,05 angegeben, diese Angaben beinhalten aber hohe Unsicherheiten. Mit einer Auswertung von zwei Sternbedeckungen durch den Asteroiden konnte in einer Untersuchung von 2020 ein mittlerer Durchmesser von 423,0 ± 2,0 km bestimmt werden.
Spektroskopische Untersuchungen im mittleren Infrarot wurden erstmals mit dem Photopolarimeter ISOPHOT und dem Kurzwellenspektrometer SWS an Bord des Infrared Space Observatory (ISO) am 6. Dezember 1996 und 16. September 1997 durchgeführt. Modellierungen des gemessenen Emissionsspektrums und Vergleiche mit mehreren Mineralen und Meteoriten ergaben, dass keines der betrachteten Mineralspektren mit dem Hygiea-Spektrum übereinstimmt. Die beste Übereinstimmung bei Meteoritenspektren besteht bei den Meteoriten von Ornans und Warrenton, kohligen Chondriten. Diese Übereinstimmung stützt die Ansicht, dass (10) Hygiea ein „primitives“ Objekt ist, das leichte thermische Veränderungen und einige wässrige Veränderungen erfahren hat.
Photometrische Beobachtungen von (10) Hygiea fanden erstmals statt am 31. Dezember 1953 und 1. Januar 1954 am McDonald-Observatorium in Texas. Trotz jeweils siebenstündiger Beobachtungen an aufeinanderfolgenden Tagen konnte keine vollständige Periodizität der Lichtkurve aufgezeichnet werden. Es wurde daher für die Rotationsperiode nur eine vorläufige Abschätzung von etwa 18 h gegeben. Weitere Lichtkurven, die am 2. und 3. Januar 1970 am Kitt-Peak-Nationalobservatorium sowie vom 24. bis 27. Juni 1973 am Steward Observatory, beide in Arizona, aufgezeichnet wurden, passten kaum zu den früheren Messdaten, es wurde aber dennoch eine Rotationsperiode von 18,4 h vorgeschlagen. Auch eine Messung am 18. März 1983 am La-Silla-Observatorium in Chile konnte nicht zu einer Periode ausgewertet werden. Mehrere Beobachtungskampagnen erfolgten daraufhin vom August 1985 bis Juni 1989 am Charkiw-Observatorium in der Ukraine, am Observatorium Kvistaberg in Schweden und am La-Silla-Observatorium. Zusammen mit den archivierten Daten von 1953/54, 1970, 1973 und 1983 konnten zwei alternative Lösungen für die Position der Rotationsachse mit retrograder Rotation und eine Periode von 27,6433 h abgeleitet werden, außerdem die Achsenverhältnisse eines dreiachsig-ellipsoidischen Gestaltmodells.
In den 1990er Jahren gab es noch mehrere Versuche, Lichtkurven des Asteroiden aufzuzeichnen, wie vom 30. Oktober bis 19. November 1991 am Roque-de-los-Muchachos-Observatorium auf La Palma und ergänzend dazu am 3. Dezember am Observatorium Kvistaberg sowie vom 22. September bis 8. Oktober 1996 am Observatorio de Sierra Nevada in Spanien. Aus den archivierten Daten wurden auch mehrfach neue Berechnungen für die Position der Rotationsachse (immer mit retrograder Rotation) und die Achsenverhältnisse durchgeführt, die aber stets zu länglichen Ellipsoiden führten. Da die Lichtkurven solcher Körper zwei Maxima und zwei Minima während einer Umdrehung liefern, wurden dabei auch immer Rotationsperioden in der Größenordnung von 27,62 h abgeleitet.

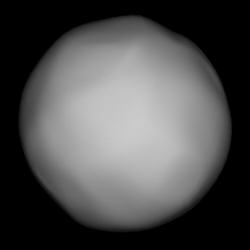
Ein berechnetes 3D-Modell von (10) Hygiea

Eine Auswertung von archivierten Lichtkurven des United States Naval Observatory in Arizona, des Roque-de-los-Muchachos-Observatoriums und des Astrometrie-Satelliten Hipparcos ermöglichte 2011 erstmals die Berechnung eines dreidimensionalen Gestaltmodells für zwei alternative Positionen der Rotationsachse mit retrograder Rotation und einer Periode von 27,6591 h. Ein Vergleich mit acht Beobachtungen einer Sternbedeckung durch den Asteroiden am 7. September 2002 zeigte in einer Untersuchung von 2011, dass von den zuvor bestimmten alternativen Rotationsachsen keine ausgeschlossen werden konnte. Sie führten aber zu sehr voneinander abweichenden mittlereren Durchmessern von 351 und 443 km.
Durch die Auswertung einer nahen Begegnung von (10) Hygiea mit mehreren kleineren Asteroiden konnte eine Untersuchung von 2011 ihre Masse auf 86,7·1018 kg mit einer Unsicherheit von ±2 % bestimmen. Abschätzungen von Masse und Dichte für den Asteroiden aufgrund von gravitativen Beeinflussungen auf Testkörper ergaben dann in einer Untersuchung von 2012 eine Masse von etwa 86,3·1018 kg, was mit einem angenommenen Durchmesser von etwa 422 km zu einer Dichte von 2,19 g/cm³ führte bei einer Porosität von 2 %. Diese Werte besitzen eine Unsicherheit im Bereich von ±19 %. Eine weitere Untersuchung von 2017 bestimmte die Masse des Asteroiden zu etwa 81,9·1018 kg mit einer Unsicherheit von ±2 %.
Seit 1991 hatten die Auswertungen von (allerdings meist nur sehr lückenhaften) Lichtkurven alle zu Rotationsperioden im Bereich von etwa 27,6 h geführt mit mutmaßlich jeweils zwei unterschiedlichen Maxima und Minima pro Umdrehung. Neue photometrische Beobachtungen von (10) Hygiea erfolgten dann vom 10. September bis 17. Oktober 2018 mit den ferngesteuerten Teleskopen TRAPPIST-North am Oukaïmeden-Observatorium in Marokko und TRAPPIST-South am La-Silla-Observatorium. Durch die Beobachtung mit weit voneinander entfernten Teleskopen konnte erstmals eine sehr detaillierte und lückenlose Lichtkurve gewonnen werden, aus der jetzt eine neue Rotationsperiode von 13,8224 h bestimmt wurde, also halb so lang wie zuvor vermutet und mit nur einem Maximum und einem Minimum pro Umdrehung, wie durch einen eher kugelförmiger Körper verursacht. Dieser Wert konnte durch weitere Beobachtungen vom 26. November bis 17. Dezember 2019 am Organ Mesa Observatory in New Mexico bestätigt werden, denn auch hier wurde eine Rotationsperiode von 13,828 h abgeleitet.
Nach der Inbetriebnahme des adaptiven Optikinstruments SPHERE des Very Large Telescope (VLT) am Paranal-Observatorium in Chile konnte erstmals ein großer Teil der Hauptgürtel-Asteroiden mit Durchmessern ≥100 km von der Erde aus untersucht werden. Es wurde daher ein umfangreiches Programm der Europäischen Südsternwarte (ESO) gestartet, das darauf abzielte, die 3D-Form und damit die Dichte von großen Hauptgürtel-Asteroiden zu ermitteln, um ihre Entstehung und Entwicklung besser zu belegen. So wurden vom 23. Juni bis 22. August 2017 und vom 25. August bis 11. September 2018 auch zahlreiche Aufnahmen von (10) Hygiea gemacht. Die Anwendung des Algorithmus All-Data Asteroid Modeling (ADAM) ermöglichte in einer Untersuchung von 2020 die Erstellung eines dreidimensionalen Modells des Asteroiden aus den Aufnahmen, wobei auch Bereiche mit unterschiedlicher Albedo auf der Oberfläche berücksichtigt wurden. Für das nahezu kugelförmige Modell wurde eine Position der Rotationsachse mit retrograder Rotation und eine Periode von 13,8256 h berechnet, für den volumenäquivalenten Durchmesser ergab sich ein vorläufiger Wert von 434 ± 14 km. Die gefundenen Achsenverhältnisse von 1,06 : 1,01 : 1 sind kompatibel mit einem Maclaurin-Ellipsoid im hydrostatischen Gleichgewicht, was für die Einstufung von (10) Hygiea als Kleinplanet spricht. Außerdem wurde eine Masse von 83,2·1018 kg bestimmt sowie eine Dichte von 1,94 g/cm³, vergleichbar mit der von (1) Ceres.
Um den Ursprung von (10) Hygieas sphärischer Gestalt sowie das Fehlen eines großen Einschlagbeckens (im Gegensatz z. B. zu (4) Vesta) zu untersuchen, wurden Simulationen eines Einschlagsereignisses unternommen. Dabei wurde für den Ursprungskörper ein monolithisch-basaltisches Material angenommen, das von verschieden großen Projektilen aus unterschiedlichen Winkeln und mit Geschwindigkeiten von 5–7 km/s getroffen wird. Dabei wurde als am wahrscheinlichsten ein Szenario gefunden, bei dem der Ursprungskörper nahezu frontal von einem Impaktor von etwa 100 km Durchmesser getroffen wurde. Er wurde dabei vollständig zertrümmert, woraufhin sich der größte Teil davon, der sich in den ersten Stunden wie eine Flüssigkeit verhielt, unter der eigenen Gravitation wieder zu einem kugelförmigen Gebilde zusammenballte, während sich aus dem Rest die Hygiea-Familie (siehe unten) bildete. In der finalen Auswertung 2022 konnten dann für den Asteroiden unter anderem folgende Daten erfasst werden:
- Mittlerer Durchmesser 433 ± 8 km
- Abmessungen in drei Achsen (450 × 430 × 424) km
- Masse 87,4·1018 kg
- Dichte 2,06 g/cm³
- Albedo 0,06
- Rotationsperiode 13,8256 h
- Position der Rotationsachse mit retrograder Rotation

## Hygiea-Familie
(10) Hygiea ist namensgebendes und größtes Mitglied einer Asteroidenfamilie mit ähnlichen Bahneigenschaften, wie eine Große Halbachse von 3,03–3,26 AE, eine Exzentrizität von 0,09–0,18 und eine Bahnneigung von 4,3°–5,9°. Taxonomisch handelt es sich um Asteroiden der Spektralklasse C, die mittlere Albedo liegt bei 0,07. Der Hygiea-Familie wurden im Jahr 2019 mehr als 5400 Mitglieder zugerechnet, ihr Alter wurde in einer Untersuchung von 2014 auf 3,2+0,4−0,1 Mrd. Jahre angenommen, während eine neuere Untersuchung von 2019 das Alter auf 1,35 ± 0,22 Mrd. Jahre schätzte.